# John Campbell (homme politique québécois)
Pour les articles homonymes, voir John Campbell et Campbell.
John Campbell (né le 2 janvier 1936) est un agent d'assurance, homme d'affaires et ancien homme politique fédéral du Québec.
Né à Salaberry-de-Valleyfield, il devient conseiller municipal de la ville de LaSalle de 1967 à 1972. Il devient député libéral fédéral de la circonscription de Lasalle lors des élections de 1972. Réélu en 1974, 1979 et 1980, il est battu par le candidat progressiste-conservateur Claude Lanthier lors des élections de 1984.
Durant sa carrière parlementaire, il est secrétaire parlementaire du ministre des Affaires des Anciens Combattants de 1980 à 1982. Il est également président du comité permanent du transport et des communications de 1974 à 1979.